# Camp Marmal

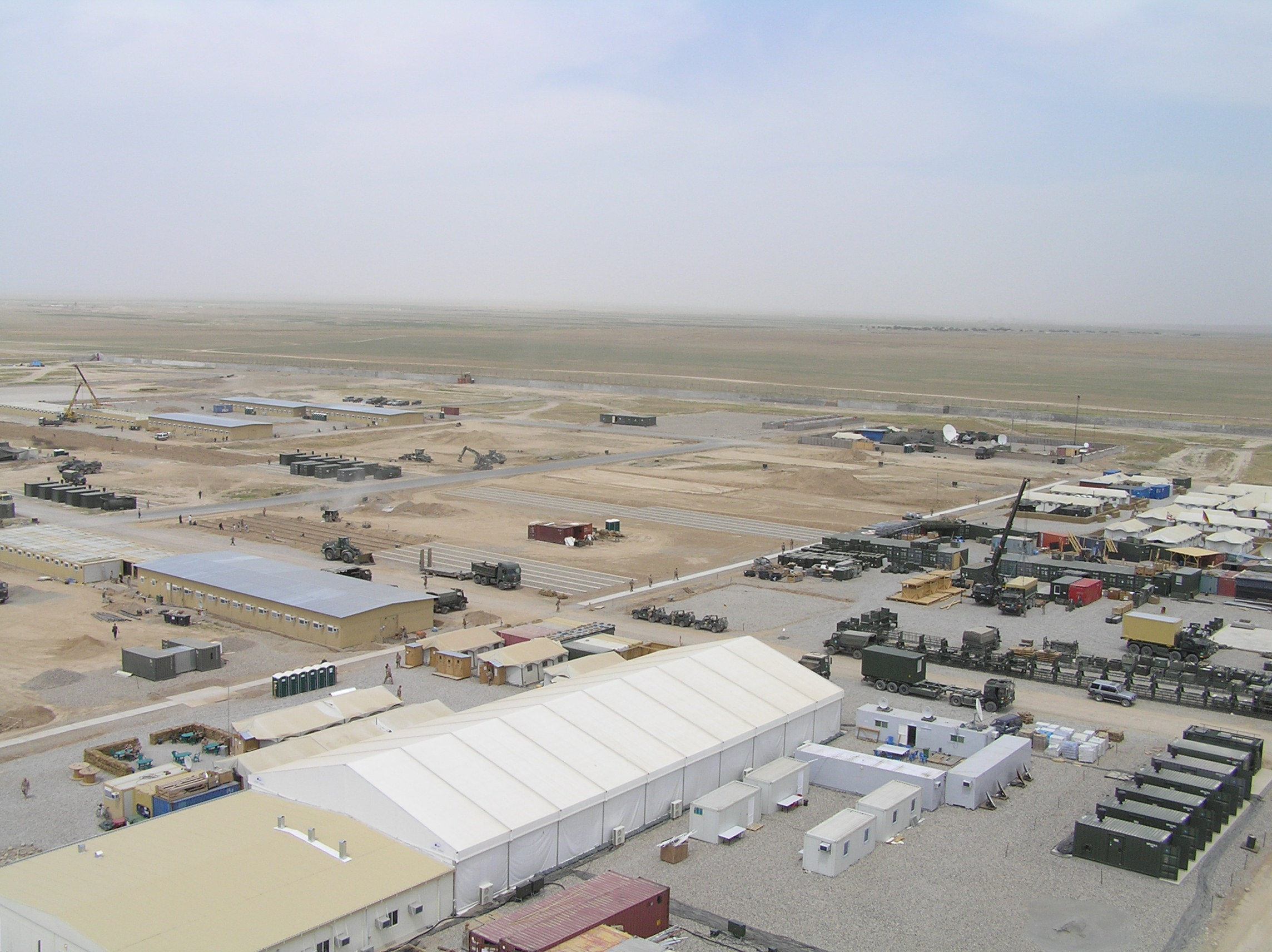
Blick über das Camp (2006)

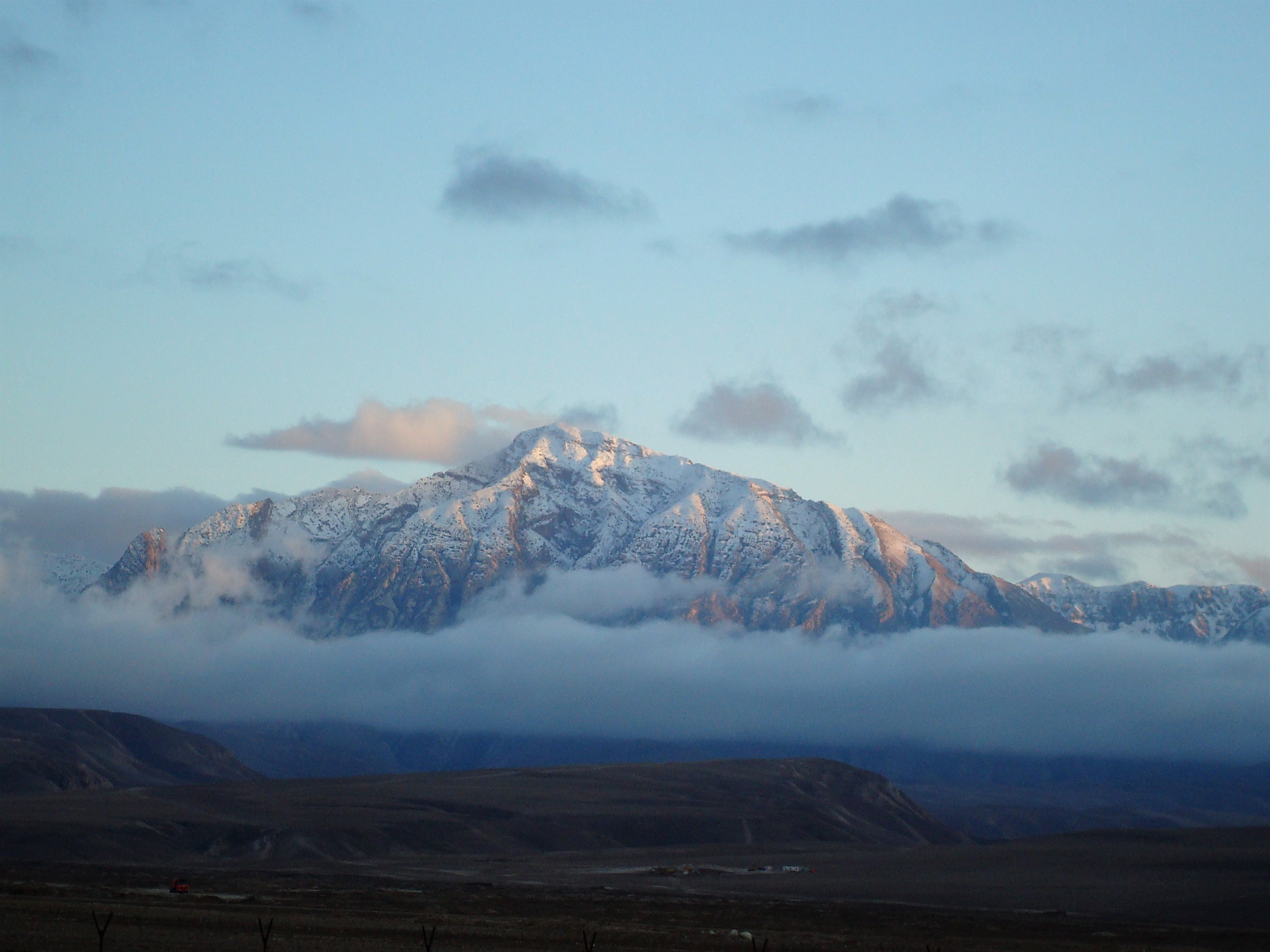
Blick Richtung Marmal-Gebirge

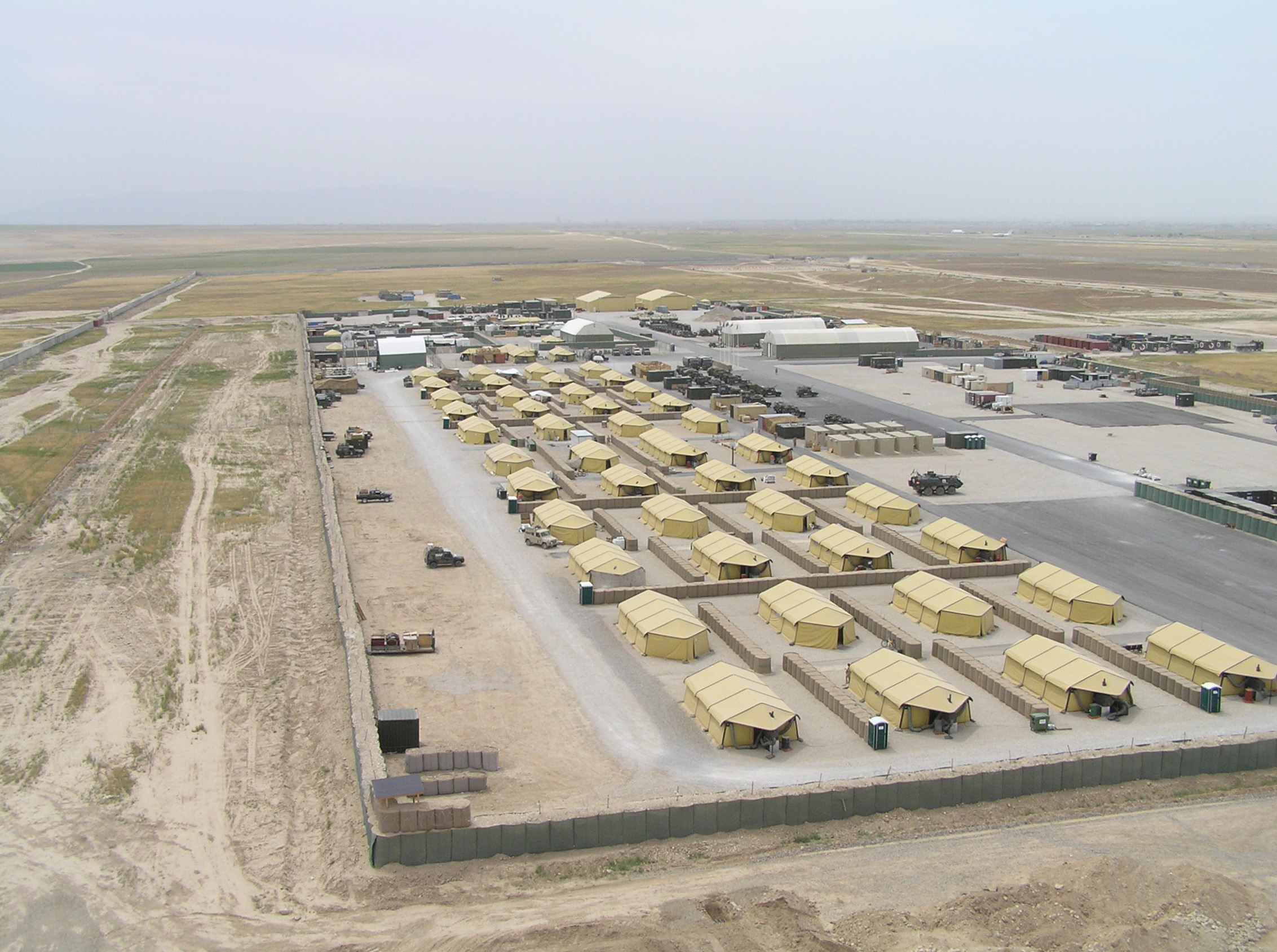
Das Camp Nidaros der Norweger innerhalb des Camp Marmal (2006)

Das Camp Marmal (CM) war das größte Feldlager der Bundeswehr außerhalb der Bundesrepublik Deutschland. Es lag in der Nähe der afghanischen Stadt Masar-e-Scharif am Fuße des Gebirges Hindukusch. Namensgeber war das angrenzende Marmal-Gebirge.
Mit dem Bau des etwa 2,5 mal 1,5 Kilometer großen Feldlagers wurde im September 2005 begonnen. Im Camp waren bis zu 5500 Soldaten der ISAF, darunter 2800 deutsche Soldaten der Bundeswehr nebst zusätzlichen Einheiten aus 19 weiteren Nationen stationiert. Nach dem Truppenabzug des am 31. Dezember 2014 beendeten Einsatzes der ISAF war das Camp der Stützpunkt von rund 1000 deutschen Soldaten der NATO-Mission Resolute Support zur Ausbildung der afghanischen Sicherheitskräfte. Ende Juni 2021 zogen die letzten deutschen Truppen ab. Nachfolgend sollte das Feldlager von der Afghanische Nationalarmee genutzt werden. Jedoch löste sich diese im Norden Afghanistans mit der Offensive der Taliban im Sommer 2021 auf.
Der militärische Teil des Regionalflughafens (Flughafen Masar-e Scharif) lag auf dem Gebiet des Camps. Innerhalb des Camp Marmal befand sich das norwegische Camp Nidaros als „Camp im Camp“.

## Einheiten
CM beherbergte den Stab der deutschen Streitkräfte in Afghanistan, das Regionalkommando Nord (Regional Command North – RC N) der International Security Assistance Force (ISAF) sowie die Kräfte der Quick Reaction Force (QRF). Diese wurde seit Juli 2008 erstmals durch die Bundeswehr gestellt und bis 2010 betrieben und schließlich durch zwei Ausbildungs- und Schutzbataillone ersetzt.
Die ISAF-Mission endete am 31. Dezember 2014. Ab da war im Camp Marmal im Rahmen der Operation Resolute Support die Basis des deutschen Kontingents des „Train Advise and Assist Command (TAAC) North“, die von einem deutschen Brigadegeneral geführt wurde.

## Aufgaben
Im Rahmen der ISAF-Operation leisteten zeitgleich ca. 5500 Soldaten ihren Dienst im Camp Marmal, davon 2.800 Deutsche. Weitere Kräfte stellten v. a. die Vereinigten Staaten, Norwegen und Kroatien sowie 16 weitere Nationen, die vorwiegend der NATO angehören.
CM war Ausgangsbasis für die Aufgaben der ISAF-Soldaten im Rahmen ihres Einsatzes im Norden Afghanistans. Objektschutz, Aufklärung und Nachrichtengewinnung sowie Projekte der Zivil-Militärischen Zusammenarbeit – CIMIC waren neben der Führung und Versorgung der fünf Provincial Reconstruction Teams (PRT) die Hauptaufgaben. Hier waren im Einsatzgeschwader Mazar-e Sharif auch die deutschen CH-53 und Transall stationiert. Die ab 2007 hier stationierten Tornados wurden im November 2010 wieder abgezogen.
Die fünf PRTs in Kunduz, Feyzabad, Meymaneh, Pol-e Khomri und Masar-e Sharif unterstanden dem RC North. Sie unterstützten und schützten die neun unter ihrer militärischen Verwaltung stehenden Provinzen beim Wiederaufbau. Dabei stand die Kooperation mit Nichtregierungsorganisationen (Non-Governmental Organizations – NGO) und afghanischen Sicherheitskräften im Vordergrund.
Ab Beginn der Operation Resolute Support waren auf Grundlage des entsprechenden Beschlusses des Deutschen Bundestages noch bis zu 1.300 deutsche Soldaten in Afghanistan stationiert, die weit überwiegende Zahl davon im Camp Marmal.

## Medizinische Versorgung

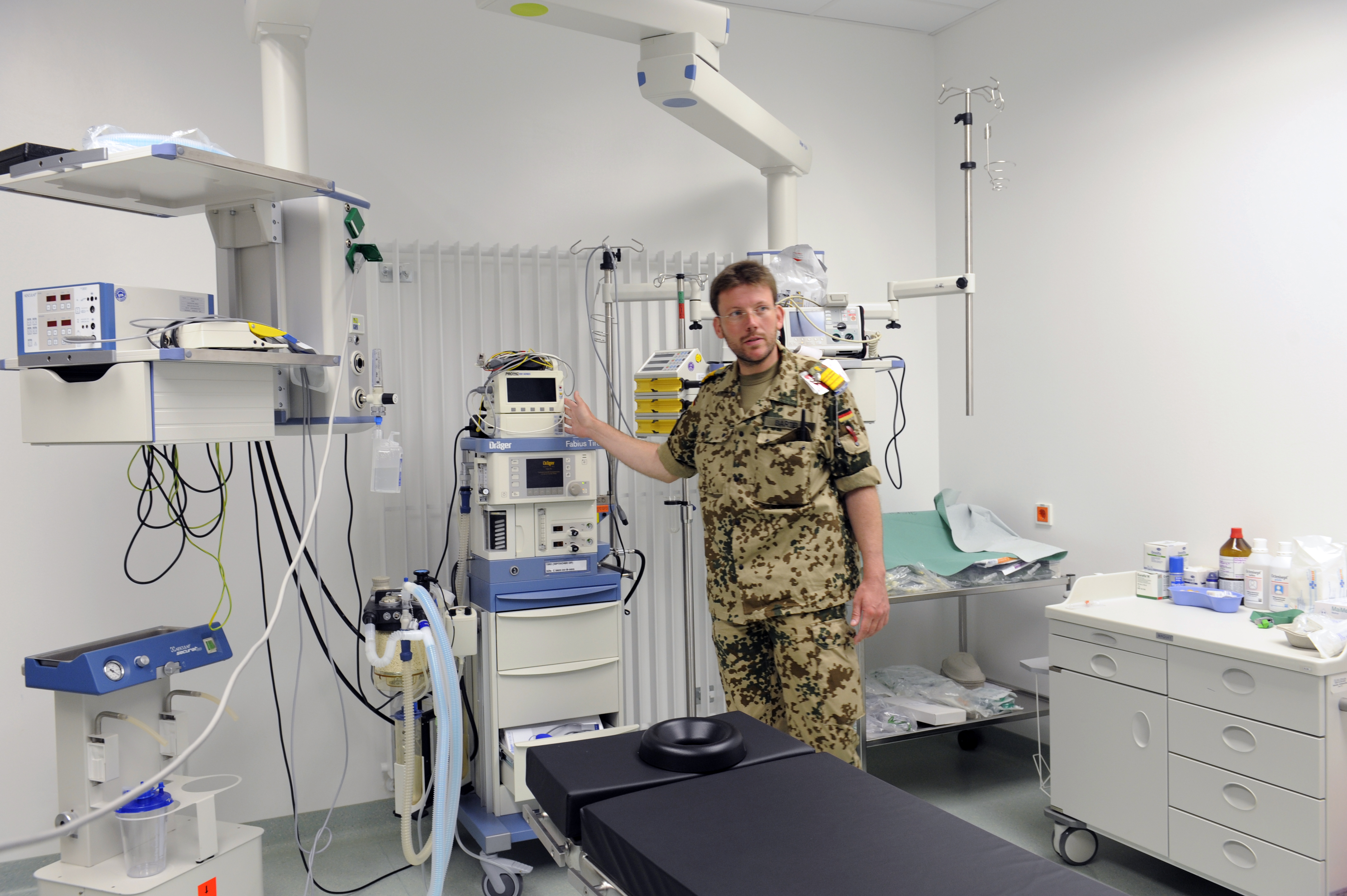
Einsatzlazarett (2010)

2007 wurde das deutsche Einsatzlazarett fertiggestellt. Es verfügt über die medizinischen Einrichtungen und Behandlungsmöglichkeiten eines gut ausgestatteten deutschen Kreiskrankenhauses. In erster Linie dient es als Notfallbehandlungseinrichtung für die Angehörigen der Internationalen Schutztruppe in Afghanistan (ISAF). Darüber hinaus steht es im Rahmen bestehender Verträge oder bei akuter Notfallbehandlung auch deutschen Staatsangehörigen in Afghanistan und Mitarbeitern von Hilfsorganisationen zur Verfügung. Im Rahmen freier Kapazitäten und Mittel werden auch einheimische afghanische Staatsbürger behandelt. Zu Ehren des im April 2010 gefallenen Arztes trägt es seinen Namen: “Feldlazarett Oberstabsarzt Dr. Thomas Broer”.
Neben zwei OP-Einheiten stehen diverse Facharztambulanzen, eine Intensiv- sowie eine Pflegestation mit insgesamt 35 Betten zur Verfügung. Die personelle Ausstattung beläuft sich inklusive Klinikleitung, Apotheke und Labor auf ca. 80 Soldaten.

## Übergabe an das afghanische Militär und weitere Entwicklung
Am 7. Juni 2021 wurde Camp Marmal in einer feierlichen Zeremonie symbolisch an das 209. Korps des afghanischen Militär übergeben, die es nach dem Abzug der deutschen Truppen weiter nutzen wollte. Der auf dem Gelände gelegene Ehrenhain wurde abgebaut, er wurde im Wald der Erinnerung in der Henning-von-Tresckow-Kaserne nahe Potsdam wieder errichtet. Am 29. Juni 2021 verließen die letzten deutschen Einheiten das Camp und auch das Land.
Am 13. August, drei Tage bevor der Präsident Ashraf Ghani ins Exil ging und die Taliban in Kabul den Präsidentenpalast einnahmen, besuchte Ashraf Ghani die afghanischen Regierungstruppen in Masar-i-Scharif und sicherte ihnen Unterstützung im Kampf gegen die Taliban zu. Doch bereits einen Tag später kapitulierten die Truppen bei Masar-e-Scharif kampflos, nachdem sich bereits am Vortag das 207. Armeecorps in der Provinz Herat kampflos ergeben hatte. Am 16. August bombardierte die U.S. Air Force dann den Flughafen Masar-e Scharif sowie die darauf befindlichen Jets und Kampfhelikopter der afghanischen Armee, damit die Taliban diese nicht nutzen können.